# Den sjunde vågen
A Den sjunde vågen Marie Fredriksson svéd énekes, dalszerző második svéd nyelvű stúdióalbuma, melyet 1986. február 17-én jelentettek meg hanglemezen és kazettán az EMI Swenska kiadó által. Az album megjelenésekor a 6. helyen landolt, és majdnem három hónapig volt slágerlistás helyezés a svéd albumlistán. A "Den bästa dagen" és a "Silver i din hand" kislemezek az album megjelenése előtt jelentek meg. A CD változat bónusz zeneszámokból állt, és B. oldalas dalokat tartalmazott.
Az albumot 2002-ben kiadták Fredriksson 24 bites HDCD box, a "Kärlekens guld" részeként. Ez a kiadás a korábban nem kiadott "Det finns så mycket man inte känner till" című dalt is tartalmazza bónuszként. A dalt 1988-ban a svéd Anna Book is megjelentette.

## Előzmények
Fredriksson és akkori barátja Lars-Göran "Lasse" Lindbom  producer az album nagy részét a Kanári-szigeteken írta, amikor közösen ott nyaraltak 1985 nyarán. A nyaralás alatt Fredriksson befejezte a Henri Charrière "Papillon" című önéletrajzi regényének olvasását, és a benne lévő cselekmény inspirálta az album címét. Innen az album címe: "(A hetedik hullám)". A könyv leírja, hogy Charrière megfigyelte, hogy a hullámok "hét sorozatban jönnek", és az utolsó a legnagyobb és a legerősebb. A pár visszatért Svédországba, és 1985. június és szeptember között az album dalait rögzítette az EMI Stúdióban Stockholmban. Az album egy részét teljesen új zenészekkel vették fel, illetve olyan zenészek is dolgoztak az új albumon, akik a Het vind felvételénél, valamint Per Gessle debütáló albumán is segédkeztek. 1986-ban Gessle és Fredriksson létrehozták a Roxette nevű pop duót.

## Megjelenések
Az albumot két kislemez svédországi megjelenése előzte meg. A "Den bästa dagen" 1985. október 4-én és a "Silver i din hand" 1986. január 8-án jelent meg, mely azonban slágerlistás helyezést nem ért el. Ennek ellenére az album sikeres volt, és több mint 3 hónapot töltött a 6. helyen a svéd albumlistán. Több svéd újságíró "válási album"-nak nevezte a lemezt, mondván, Fredriksson és Lindbom kapcsolatának végén készült a lemez. Fredriksson ezt tagadta, és azt mondta, hogy csupán eg dal, a När du såg på mej" című vonatkozik kapcsolatuk szétesésére, és melyben Lindbom mint énekes, és társszerző közreműködik.
Az albumot Fredriksson második turnéja népszerűsítette, mely 1986. február 28-án kezdődött, és eredetileg április 30-ig tartott volna, azonban a magas jegyeladásoknak köszönhetően a turnét május végéig meghosszabbították. A turnénak köszönhetően a címadó dal, és a "Mot okända hav" a svéd airplay kislemezistán Top 10-es sláger lett.  Júliusban közreműködött a "Badrock Tour" nyitónapján, mely egy kéthetes fesztivál volt, melyet Björn Skifs a Blue Swede nevű rockzenekar tagja alapította. A fesztivál a Borgholm kastélyban került megrendezésre, a svéd balti-tengeri Öland szigeten. A Roxette debütáló stúdióalbumát 1986. október 31-én jelentették meg, két nappal a "Den sjunde vågen" CD változatának kiadása előtt, mely bónusz zeneszámként tartalmazza két B. oldalas kislemez dalt. Az album sikere azt eredményezte, hogy hazájában elnyerte a "Rockbjörnen" díjat, melyet összesen négy alkalommal nyert el.

## Formátumok és számlista
Minden dalt Marie Fredriksson és Lasse Lindbom írt. Amelyiket nem, azt külön jelezzük.
| 1. | Värdighet                              | "Dignity"               | 3:51 |
| 2. | För dom som älskar                     | "For Those Who Love"    | 6:11 |
| 3. | Silver i din hand                      | "Silver in Your Hand"   | 3:14 |
| 4. | När du såg på mej (with Lasse Lindbom) | "When You Looked At Me" | 4:55 |
| 5. | Mot okända hav                         | "Toward Unknown Seas"   | 3:54 |

| Den sjunde vågen – Original LP/Cassette: Side B | Den sjunde vågen – Original LP/Cassette: Side B | Den sjunde vågen – Original LP/Cassette: Side B | Den sjunde vågen – Original LP/Cassette: Side B | Den sjunde vågen – Original LP/Cassette: Side B | Den sjunde vågen – Original LP/Cassette: Side B | Den sjunde vågen – Original LP/Cassette: Side B | Den sjunde vågen – Original LP/Cassette: Side B | Den sjunde vågen – Original LP/Cassette: Side B | Den sjunde vågen – Original LP/Cassette: Side B |
| #                                               | Cím                                             | Angol fordítás                                  | Hossz                                           |                                                 |                                                 |                                                 |                                                 |                                                 |                                                 |
| ----------------------------------------------- | ----------------------------------------------- | ----------------------------------------------- | ----------------------------------------------- | ----------------------------------------------- | ----------------------------------------------- | ----------------------------------------------- | ----------------------------------------------- | ----------------------------------------------- | ----------------------------------------------- |
| 6.                                              | Den bästa dagen                                 | "The Best Day"                                  | 5:12                                            |                                                 |                                                 |                                                 |                                                 |                                                 |                                                 |
| 7.                                              | Tro på mej                                      | "Believe in Me"                                 | 3:42                                            |                                                 |                                                 |                                                 |                                                 |                                                 |                                                 |
| 8.                                              | En känsla av regn                               | "A Sense of Rain"                               | 4:02                                            |                                                 |                                                 |                                                 |                                                 |                                                 |                                                 |
| 9.                                              | Den sjunde vågen                                | "The Seventh Wave"                              | 6:06                                            |                                                 |                                                 |                                                 |                                                 |                                                 |                                                 |
| 10.                                             | Ett hus vid havet                               | "A House By the Sea"                            | 1:43                                            |                                                 |                                                 |                                                 |                                                 |                                                 |                                                 |
| 42:50                                           |                                                 |                                                 |                                                 |                                                 |                                                 |                                                 |                                                 |                                                 |                                                 |

| Den sjunde vågen – Original CD | Den sjunde vågen – Original CD | Den sjunde vågen – Original CD | Den sjunde vågen – Original CD | Den sjunde vågen – Original CD | Den sjunde vågen – Original CD | Den sjunde vågen – Original CD | Den sjunde vågen – Original CD | Den sjunde vågen – Original CD | Den sjunde vågen – Original CD |
| #                              | Cím                            | Angol fordítás                 | Hossz                          |                                |                                |                                |                                |                                |                                |
| ------------------------------ | ------------------------------ | ------------------------------ | ------------------------------ | ------------------------------ | ------------------------------ | ------------------------------ | ------------------------------ | ------------------------------ | ------------------------------ |
| 11.                            | Helig man                      | "Holy Man"                     | 4:03                           |                                |                                |                                |                                |                                |                                |
| 12.                            | Skyll på mej                   | "Blame on Me"                  | 4:58                           |                                |                                |                                |                                |                                |                                |
| 52:08                          |                                |                                |                                |                                |                                |                                |                                |                                |                                |

| Den sjunde vågen – 2003 reissue (bonus track) | Den sjunde vågen – 2003 reissue (bonus track) | Den sjunde vågen – 2003 reissue (bonus track) | Den sjunde vågen – 2003 reissue (bonus track) | Den sjunde vågen – 2003 reissue (bonus track) | Den sjunde vågen – 2003 reissue (bonus track) | Den sjunde vågen – 2003 reissue (bonus track) | Den sjunde vågen – 2003 reissue (bonus track) | Den sjunde vågen – 2003 reissue (bonus track) | Den sjunde vågen – 2003 reissue (bonus track) |
| #                                             | Cím                                           | Angol fordítás                                | Hossz                                         |                                               |                                               |                                               |                                               |                                               |                                               |
| --------------------------------------------- | --------------------------------------------- | --------------------------------------------- | --------------------------------------------- | --------------------------------------------- | --------------------------------------------- | --------------------------------------------- | --------------------------------------------- | --------------------------------------------- | --------------------------------------------- |
| 13.                                           | Det finns så mycket man inte känner till      | "There Is Much You Do Not Know"               | 3:32                                          |                                               |                                               |                                               |                                               |                                               |                                               |
| 55:40                                         |                                               |                                               |                                               |                                               |                                               |                                               |                                               |                                               |                                               |

## Slágerlista
| Slágerlista (1986)                           | Legjobb helyezés |
| -------------------------------------------- | ---------------- |
| Svédország (Sverigetopplistan Top 60 Albums) | 6                |

## Kiadási előzmények
| Régió      | Dátum             | Formátum                                       | Label           | Katalógus #               | Ref.  |
| ---------- | ----------------- | ---------------------------------------------- | --------------- | ------------------------- | ----- |
| Svédország | 1986. február 17. | LP MC                                          | EMI             | 1361961 (LP) 1361964 (MC) | [ 7 ] |
| Svédország | 1986. október 29. | CD                                             | EMI             | CDP–7463052               | [ 7 ] |
| Svédország | 2002. június      | Remastered 24-bit HDCD: Kärlekens guld box set | Capitol Records | 7243 5 40199–2 0          | [ 7 ] |
| Svédország | 2003. március 5.  | CD                                             | Capitol Records | 7243 5 39869–2 6          | [ 7 ] |

## Minősítések
| Ország           | Minősítés | Eladások |
| ---------------- | --------- | -------- |
| Svédország (GLF) | platina   | 100.000  |